# Chețani
Chețani – wieś w Rumunii, w okręgu Marusza, w gminie Chețani. W 2011 roku liczyła 1195 mieszkańców.